# 位图 (数据结构)
位图可指一种数据结构，代表了有限域中的稠集（dense set），每一个元素至少出现一次，没有其他的数据和元素相关联。该结构在索引、数据压缩等方面有广泛应用。